# Азербайджанський державний театр пісні імені Рашида Бейбутова
Азербайджанський державний театр пісні імені Рашида Бейбутова був заснований в 1968 році народним артистом СРСР Рашидом Бейбутовим.
Театр розташований за адресою: місто Баку, вулиця Р. Бейбутова, будинок № 12

## Структура театру
Будинок побудований в 1901 році, за проектом архітектора Йосипа Гославського, в стилі архітектури грецького відродження. На фронтоні будівлі є ліра і дві бічні двері замінені вікнами і чавунна огорожа збоку будівлі по вулиці Нізамі.
У 1901 році будівля була побудована як синагога .

## Репертуар театру
Репертуар театру складають твори таких національних композиторів, як Узеїр Гаджибеков, Фікрет Аміров, Кара Караєв, Рауф Гаджієв, Тофік Кулієв, Джахангір Джахангіра, Полад Бюльбюльогли, Раміз Мірішлі, Фаїг Суджеддінов, Азер Дадашев та інших. Основу репертуару театру складають народні пісні, мугам і тесніф. Зберігається оригінальний стиль, який був притаманний Рашиду Бейбутову.
За час існування театру тут працювали такі майстри, як Заур Рзаєв, Джахангір Джахангіра, Мубаріз Тагієв, Ельхан Ахадзаде, Хадіджа Аббасова, Азер Зейналов, Зохра Абдуллаєва, Айбеніз Гашимова, Гюльяз та Гюльянаг Мамедови, Білал Алієв та інші .

## Дати в історії театру
У 2000 році — творчий колектив взяв участь в концертній програмі на відкритті виставки «ЕКСПО-2000» в Ганновері
У 2001—2002 роках — творчий колектив представляв культуру Азербайджану в Туреччині
У 2003 році — творчий колектив виступав на «Днях азербайджанської культури» в Німеччині
У 2004 році — творчий колектив взяв участь у «Святі Новруз» в Єкатеринбурзі
У 2005 році — творчий колектив виступав у Відні на «Днях азербайджанської культури», а також на Міжнародному музичному фестивалі «Мерсі-Шор» у Кишиневі .
З 2016 рік — прем'єра вистави «Єсенін»
У 2017 рік — Міжнародний фестиваль-конкурс мистецтв